# Frahier-et-Chatebier
Frahier-et-Chatebier – miejscowość i gmina we Francji, w regionie Burgundia-Franche-Comté, w departamencie Górna Saona.
Według danych na rok 1990 gminę zamieszkiwało 1005 osób, a gęstość zaludnienia wynosiła 58 osób/km² (wśród 1786 gmin Franche-Comté Frahier-et-Chatebier plasuje się na 167. miejscu pod względem liczby ludności, natomiast pod względem powierzchni na miejscu 146.).